# Großer Preis von Aserbaidschan 2019
Der Große Preis von Aserbaidschan 2019 (offiziell Formula 1 SOCAR Azerbaijan Grand Prix 2019) fand am 28. April auf dem Baku City Circuit in Baku statt und war das vierte Rennen der Formel-1-Weltmeisterschaft 2019.

## Bericht

### Hintergründe
Nach dem Großen Preis von China führte Lewis Hamilton in der Fahrerwertung mit sechs Punkten vor Valtteri Bottas und mit 29 Punkten vor Max Verstappen. In der Konstrukteurswertung führte Mercedes mit 57 Punkten vor Ferrari und mit 78 Punkten vor Red Bull Racing.
Beim Großen Preis von Aserbaidschan stellte Pirelli den Fahrern die Reifenmischungen P Zero Hard (weiß, Mischung C2), P Zero Medium (gelb, C3) und P Zero Soft (rot, C4) sowie für Nässe Cinturato Intermediates (grün) und Cinturato Full-Wets (blau) zur Verfügung.
Es gab auf der Strecke zwei DRS-Zonen, die im Vergleich zum Vorjahr unverändert blieben. Die erste Zone befand sich auf der Start-Ziel-Geraden und begann 54 Meter nach Kurve 20, der Messpunkt befand sich am Scheitelpunkt der Kurve. Die zweite Zone begann 347 Meter nach Kurve zwei, hier lag der Messpunkt an der Safety-Car-Linie auf Höhe des Beginns der Boxeneinfahrt.
Romain Grosjean (acht), Lance Stroll (sieben), Sergio Pérez, Verstappen, Sebastian Vettel (jeweils fünf), Bottas (vier), Nico Hülkenberg, Carlos Sainz jr. (jeweils drei), Pierre Gasly, Daniil Kwjat, Kevin Magnussen und Kimi Räikkönen (jeweils zwei) gingen mit Strafpunkten ins Rennwochenende.
Mit Hamilton und Daniel Ricciardo traten die Sieger der beiden unter dem Namen Großer Preis von Aserbaidschan ausgetragenen Rennen zu diesem Grand Prix an.
Als Rennkommissare für dieses Rennwochenende fungierten Nish Shetty (SGP), Gerd Ennser (DEU), Mika Salo (FIN) und Anar Shukurov (AZE).

### Training
Das erste freie Training wurde bereits nach 13 Minuten abgebrochen, nachdem George Russell mit einem Schachtdeckel kollidiert war, der sich zuvor gelöst hatte. Zu diesem Zeitpunkt hatten lediglich die Ferrari-Piloten eine gezeitete Runde zurückgelegt.
Im zweiten freien Training fuhr Charles Leclerc mit einer Rundenzeit von 1:42,872 Minuten die Bestzeit vor Vettel und Hamilton. Das Training wurde wegen Unfällen von Stroll und Kwjat zweimal unterbrochen.
Im dritten freien Training war Leclerc erneut Schnellster, diesmal mit einer Rundenzeit von 1:41,604 Minuten. Zweiter wurde Vettel vor Verstappen.

### Qualifying
Das Qualifying bestand aus drei Teilen mit einer Nettolaufzeit von 45 Minuten. Im ersten Qualifying-Segment (Q1) hatten die Fahrer 18 Minuten Zeit, um sich für das Rennen zu qualifizieren. Alle Fahrer, die im ersten Abschnitt eine Zeit erzielten, die maximal 107 Prozent der schnellsten Rundenzeit betrug, qualifizierten sich für den Grand Prix. Die besten 15 Fahrer erreichten den nächsten Teil. Gasly war Schnellster. Beide Williams-Piloten, Nico Hülkenberg, Grosjean und Stroll schieden aus.
Der zweite Abschnitt (Q2) dauerte 15 Minuten. Die schnellsten zehn Piloten qualifizierten sich für den dritten Teil des Qualifyings. Gasly setzte keine Zeit, da sein Fahrzeug die erlaubte Benzindurchflussmenge überschritt und er den Aufruf zum Wiegen im FP2 ignorierte und dafür aus der Boxengasse starten musste. Verstappen war Schnellster. Neben Gasly schieden Magnussen, Alexander Albon, Ricciardo und Sainz jr. aus.
Der finale Abschnitt (Q3) ging über eine Zeit von zwölf Minuten, in denen die ersten zehn Startpositionen vergeben wurden. Bottas fuhr mit einer Rundenzeit von 1:40,495 Minuten die Bestzeit vor Hamilton und Vettel. Es war die achte Pole-Position für Bottas in der Formel-1-Weltmeisterschaft.
Räikkönen wurde nachträglich wegen eines nicht regelkonformen Frontflügels disqualifiziert und musste aus der Boxengasse starten.

### Rennen

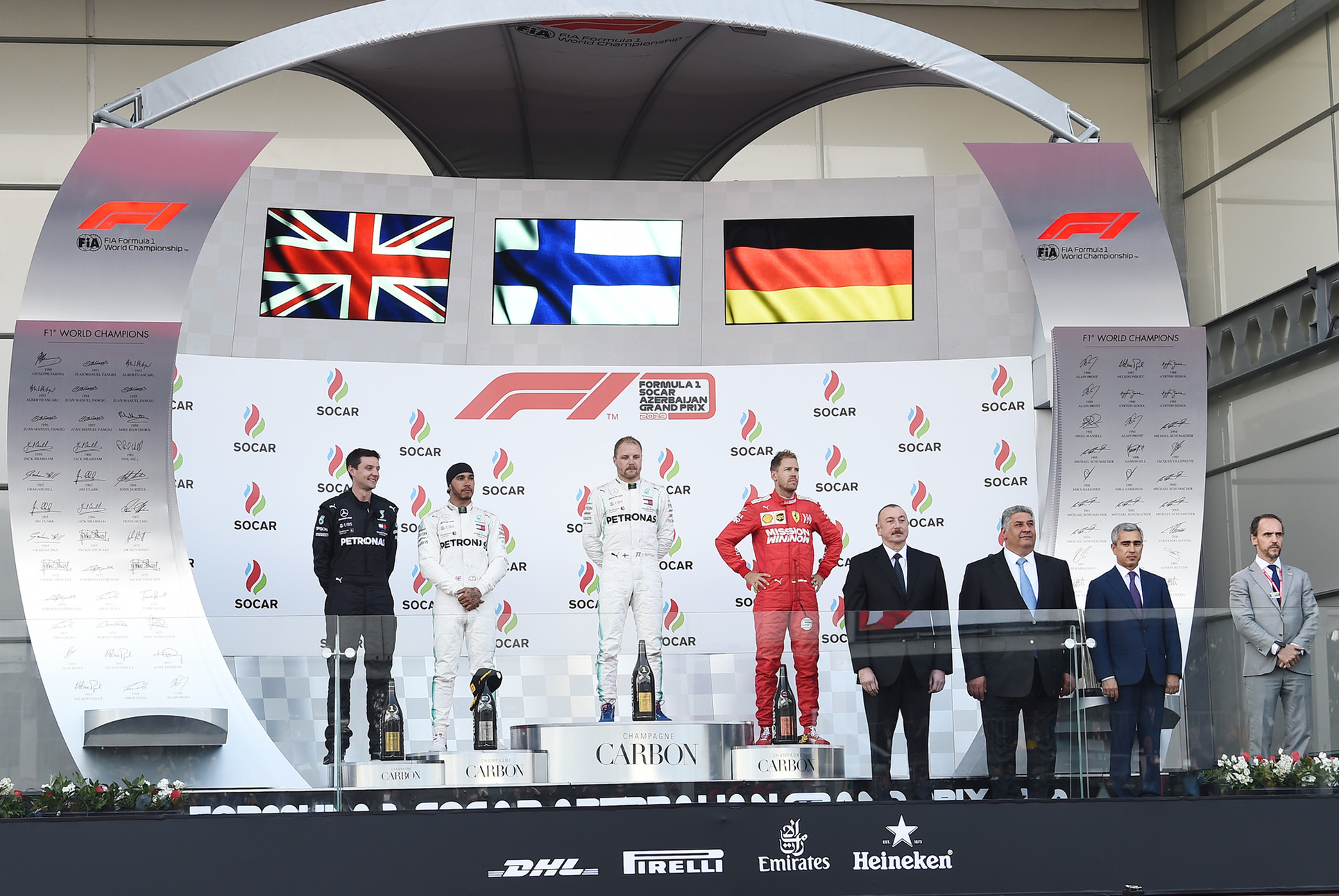
Podium

Wegen Änderungen an der Aufhängung unter Parc-fermé-Bedingungen musste neben Gasly und Räikkönen auch Robert Kubica aus der Boxengasse starten.
Die erste Runde verlief ohne Unfälle oder Zwischenfälle. Hamilton forderte zunächst Bottas um die Führung heraus und übernahm in den Kurven 1 und 2 die Innenlinie von seinem Teamkollegen. Bottas behielt seinen Vorsprung an der Außenseite beider Kurven und baute ihn bis zum Ende der Runde aus. Verstappen verlor beim Start den vierten Platz an Pérez, während Leclerc vom achten auf den zehnten Platz zurückfiel, nachdem er von Sainz jr. und Ricciardo überholt wurde.
Verstappen eroberte in Runde 6 den vierten Platz zurück und Leclerc überholte Pérez und belegte in der folgenden Runde den fünften Platz. Am Ende der 9. Runde überholte Leclerc dann Verstappen auf der Start-Ziel-Geraden. Vettel war der erste der Spitzengruppe, der am Ende der 11. Runde einen Boxenstopp einlegte und kam auf dem 5. Platz zurück. Der Führende, Bottas machte seinen Stopp in der folgenden Runde und kam auf dem 4. Platz vor Vettel zurück. Hamilton, der die Führung geerbt hatte, legte eine Runde später seinen Boxenstopp ein, kam hinter seinem Teamkollegen zurück und übergab die Führung an Leclerc.
In Runde 14 wurde Kubica mit einer Durchfahrtsstrafe belegt. Die Sportkommissare stellten fest, dass Williams Kubica zu Beginn des Rennens früher als zulässig in die Boxengasse gelassen hatte, eine Regel, die dem Team nicht bekannt war. Verstappen machte seinen Boxenstopp am Ende derselben Runde vom 2. Platz aus und verließ die Box als Sechster hinter seinem Teamkollegen Gasly, der noch nicht angehalten hatte. Verstappen überholte Gasly später in Runde 17.
In Runde 25 blockierten bei Grosjean in Kurve 15 die Bremsen und er fuhr in die Auslaufzone, bevor er wieder auf die Strecke zurückkehrte. Dieser Ausritt ließ ihn vom 11. auf den 15. Platz zurückfallen. In Runde 31 übernahm Bottas die Führung des Rennens von Leclerc, der noch keinen Boxenstopp eingelegt hatte.
Kurz darauf kam es in Kurve 3 zu einem kuriosen Zwischenfall zwischen Kwjat und Ricciardo, die auf den Plätzen 10 und 11 lagen. Ricciardo versuchte, Kwjaat auf der Innenseite der Kurve zu überholen, blockierte jedoch seine Bremsen und musste neben die Strecke fahren. Kwjat verpasste daraufhin die Kurve, um nicht in den Renault einzubiegen, und kam zum Stehen, bevor sein Auto die Mauer berührte. Ricciardo fuhr dann rückwärts in Kwjat, während er versuchte, wieder auf die Strecke zu kommen, was zu Schäden an beiden Autos führte, die ausreichten, um sie aus dem Rennen auszuscheiden. Beide Autos konnten an die Box zurückkehren, sodass kein Safety-Car erforderlich war.
In Runde 34 wurde Leclerc von Hamilton und Vettel überholt, da seine Reifen nachließen. Er machte seinen Boxenstopp am Ende der Runde und landete auf dem sechsten Platz hinter Gasly und fast 20 Sekunden hinter Verstappen, nachdem er vor Verstappens erstem Stopp vor beiden Red Bulls gelegen hatte. Eine Runde später schaffte es Leclerc an Gasly vorbei und belegte den fünften Platz. Die Reihenfolge der Top Fünf lautete nun Bottas, Hamilton, Vettel, Verstappen und Leclerc. In Runde 39 schieden sowohl Gasly als auch Grosjean wegen Problemen mit der Antriebswelle bzw. der Bremse aus dem Rennen aus. Dies war Grosjeans dritter Ausfall in vier Rennen. Grosjean schaffte es zurück an die Box, aber Gasly bog in eine Auslaufzone ein und verursachte eine kurze virtuelle Safety-Car-Phase, während sein Red Bull geborgen wurde.
Bottas überquerte die Ziellinie schließlich und holte sich seinen fünften Karrieresieg. Hamilton belegte den zweiten Platz und sicherte Mercedes den vierten Doppelsieg in Folge in dieser Saison, während Vettel den dritten Platz belegte. Die restlichen Punkteplatzierungen belegten Verstappen, Leclerc, Pérez, Sainz jr., Lando Norris, Stroll und Räikkönen. Leclerc fuhr die schnellste Runde und wurde zum Fahrer des Tages gekürt. Nach dem Rennen wurde Ricciardo für das folgende Rennen in Spanien mit einer Strafe von drei Startplätzen belegt, weil er den Unfall mit Kwjat verursacht hatte.
In der Fahrerwertung übernahm Bottas wieder die Führung vor Hamilton, Vettel schob sich dahinter an Verstappen auf Platz drei vor. In der Konstrukteurswertung blieben die ersten drei Positionen unverändert.

## Meldeliste
| Team                             | Nr. | Fahrer             | Chassis                       | Motor                         | Reifen |
| -------------------------------- | --- | ------------------ | ----------------------------- | ----------------------------- | ------ |
| Mercedes-AMG Petronas Motorsport | 44  | Lewis Hamilton     | Mercedes-AMG F1 W10 EQ Power+ | Mercedes-AMG F1 M10 EQ Power+ | P      |
| Mercedes-AMG Petronas Motorsport | 77  | Valtteri Bottas    | Mercedes-AMG F1 W10 EQ Power+ | Mercedes-AMG F1 M10 EQ Power+ | P      |
| Scuderia Ferrari Mission Winnow  | 05  | Sebastian Vettel   | Ferrari SF90                  | Ferrari 064                   | P      |
| Scuderia Ferrari Mission Winnow  | 16  | Charles Leclerc    | Ferrari SF90                  | Ferrari 064                   | P      |
| Aston Martin Red Bull Racing     | 33  | Max Verstappen     | Red Bull Racing RB15          | Honda RA619H                  | P      |
| Aston Martin Red Bull Racing     | 10  | Pierre Gasly       | Red Bull Racing RB15          | Honda RA619H                  | P      |
| Renault F1 Team                  | 03  | Daniel Ricciardo   | Renault R.S.19                | Renault E-Tech 19             | P      |
| Renault F1 Team                  | 27  | Nico Hülkenberg    | Renault R.S.19                | Renault E-Tech 19             | P      |
| Rich Energy Haas F1 Team         | 08  | Romain Grosjean    | Haas VF-19                    | Ferrari 064                   | P      |
| Rich Energy Haas F1 Team         | 20  | Kevin Magnussen    | Haas VF-19                    | Ferrari 064                   | P      |
| McLaren F1 Team                  | 55  | Carlos Sainz jr.   | McLaren MCL34                 | Renault E-Tech 19             | P      |
| McLaren F1 Team                  | 04  | Lando Norris       | McLaren MCL34                 | Renault E-Tech 19             | P      |
| SportPesa Racing Point F1 Team   | 11  | Sergio Pérez       | Racing Point RP19             | BWT Mercedes                  | P      |
| SportPesa Racing Point F1 Team   | 18  | Lance Stroll       | Racing Point RP19             | BWT Mercedes                  | P      |
| Alfa Romeo Racing                | 07  | Kimi Räikkönen     | Alfa Romeo Racing C38         | Ferrari 064                   | P      |
| Alfa Romeo Racing                | 99  | Antonio Giovinazzi | Alfa Romeo Racing C38         | Ferrari 064                   | P      |
| Red Bull Toro Rosso Honda        | 26  | Daniil Kwjat       | Scuderia Toro Rosso STR14     | Honda RA619H                  | P      |
| Red Bull Toro Rosso Honda        | 23  | Alexander Albon    | Scuderia Toro Rosso STR14     | Honda RA619H                  | P      |
| ROKiT Williams Racing            | 63  | George Russell     | Williams FW42                 | Mercedes-AMG F1 M10 EQ Power+ | P      |
| ROKiT Williams Racing            | 88  | Robert Kubica      | Williams FW42                 | Mercedes-AMG F1 M10 EQ Power+ | P      |

## Klassifikationen

### Qualifying
| Pos.                                                                      | Fahrer             | Konstrukteur              | Q1       | Q2         | Q3         | Start |
| ------------------------------------------------------------------------- | ------------------ | ------------------------- | -------- | ---------- | ---------- | ----- |
| 01                                                                        | Valtteri Bottas    | Mercedes                  | 1:42,026 | 1:41,500   | 1:40,495   | 01    |
| 02                                                                        | Lewis Hamilton     | Mercedes                  | 1:41,614 | 1:41,580   | 1:40,554   | 02    |
| 03                                                                        | Sebastian Vettel   | Ferrari                   | 1:42,042 | 1:41,889   | 1:40,797   | 03    |
| 04                                                                        | Max Verstappen     | Red Bull Racing-Honda     | 1:41,727 | 1:41,388   | 1:41,069   | 04    |
| 05                                                                        | Sergio Pérez       | Racing Point-BWT Mercedes | 1:42,249 | 1:41,870   | 1:41,593   | 05    |
| 06                                                                        | Daniil Kwjat       | Scuderia Toro Rosso-Honda | 1:42,324 | 1:42,221   | 1:41,681   | 06    |
| 07                                                                        | Lando Norris       | McLaren-Renault           | 1:42,371 | 1:42,084   | 1:41,886   | 07    |
| 08                                                                        | Antonio Giovinazzi | Alfa Romeo Racing-Ferrari | 1:42,140 | 1:42,381   | 1:42,424   | 17    |
| 09                                                                        | Kimi Räikkönen     | Alfa Romeo Racing-Ferrari | 1:42,059 | 1:42,082   | 1:43,068   | Box   |
| 10                                                                        | Charles Leclerc    | Ferrari                   | 1:41,426 | 1:41,995   | keine Zeit | 08    |
| 11                                                                        | Carlos Sainz jr.   | McLaren-Renault           | 1:41,936 | 1:42,398   | –          | 09    |
| 12                                                                        | Daniel Ricciardo   | Renault                   | 1:42,486 | 1:42,477   | –          | 10    |
| 13                                                                        | Alexander Albon    | Scuderia Toro Rosso-Honda | 1:42,154 | 1:42,494   | –          | 11    |
| 14                                                                        | Kevin Magnussen    | Haas-Ferrari              | 1:42,382 | 1:42,699   | –          | 12    |
| 15                                                                        | Pierre Gasly       | Red Bull Racing-Honda     | 1:41,335 | keine Zeit | –          | Box   |
| 16                                                                        | Lance Stroll       | Racing Point-BWT Mercedes | 1:42,630 | –          | –          | 13    |
| 17                                                                        | Romain Grosjean    | Haas-Ferrari              | 1:43,407 | –          | –          | 14    |
| 18                                                                        | Nico Hülkenberg    | Renault                   | 1:43,427 | –          | –          | 15    |
| 19                                                                        | George Russell     | Williams-Mercedes         | 1:45,062 | –          | –          | 16    |
| 20                                                                        | Robert Kubica      | Williams-Mercedes         | 1:45,455 | –          | –          | Box   |
| 107-Prozent-Zeit: 1:48,428 min (bezogen auf Q1-Bestzeit von 1:41,335 min) |                    |                           |          |            |            |       |

Anmerkungen
1. ↑  Giovinazzi wurde wegen der Verwendung des dritten Steuerelements in dieser Saison, der Kontrollektronik, um zehn Startplätze nach hinten versetzt.
2. ↑  Räikkönen musste wegen des Einbaus eines neuen Frontflügels in Folge eines nicht bestandenen Frontflügeltests aus der Boxengasse starten.
3. ↑  Gasly musste aus der Boxengasse starten, da sein Fahrzeug die erlaubte Benzindurchflussmenge überschritt und er den Aufruf zum Wiegen im FP2 ignorierte.
4. ↑  Kubica musste aus der Boxengasse starten, da an seinem Fahrzeug unter Parc-fermé-Bestimmungen neue Teile eingebaut wurden.

### Rennen
| Pos. | Fahrer             | Konstrukteur              | Runden | Stopps | Zeit        | Start | Schnellste Runde |
| ---- | ------------------ | ------------------------- | ------ | ------ | ----------- | ----- | ---------------- |
| 01   | Valtteri Bottas    | Mercedes                  | 51     | 1      | 1:31:52,942 | 01    | 1:44,024 (50.)   |
| 02   | Lewis Hamilton     | Mercedes                  | 51     | 1      | + 1,524     | 02    | 1:44,166 (48.)   |
| 03   | Sebastian Vettel   | Ferrari                   | 51     | 1      | + 11,739    | 03    | 1:44,629 (46.)   |
| 04   | Max Verstappen     | Red Bull Racing-Honda     | 51     | 1      | + 17,493    | 04    | 1:44,794 (39.)   |
| 05   | Charles Leclerc    | Ferrari                   | 51     | 2      | + 1:09,107  | 08    | 1:43,009 (50.)   |
| 06   | Sergio Pérez       | Racing Point-BWT Mercedes | 51     | 1      | + 1:16,416  | 05    | 1:45,524 (49.)   |
| 07   | Carlos Sainz jr.   | McLaren-Renault           | 51     | 1      | + 1:23,268  | 09    | 1:45,807 (43.)   |
| 08   | Lando Norris       | McLaren-Renault           | 51     | 2      | + 1:40,268  | 07    | 1:45,394 (43.)   |
| 09   | Lance Stroll       | Racing Point-BWT Mercedes | 51     | 1      | + 1:43,816  | 13    | 1:46,009 (38.)   |
| 10   | Kimi Räikkönen     | Alfa Romeo Racing-Ferrari | 50     | 1      | + 1 Runde   | Box   | 1:46,479 (48.)   |
| 11   | Alexander Albon    | Scuderia Toro Rosso-Honda | 50     | 1      | + 1 Runde   | 11    | 1:45,754 (49.)   |
| 12   | Antonio Giovinazzi | Alfa Romeo Racing-Ferrari | 50     | 1      | + 1 Runde   | 17    | 1:45,969 (45.)   |
| 13   | Kevin Magnussen    | Haas-Ferrari              | 50     | 2      | + 1 Runde   | 12    | 1:46,682 (42.)   |
| 14   | Nico Hülkenberg    | Renault                   | 50     | 2      | + 1 Runde   | 15    | 1:47,407 (43.)   |
| 15   | George Russell     | Williams-Mercedes         | 49     | 2      | + 2 Runden  | 16    | 1:47,251 (42.)   |
| 16   | Robert Kubica      | Williams-Mercedes         | 49     | 3      | + 2 Runden  | Box   | 1:47,709 (45.)   |
| —    | Pierre Gasly       | Red Bull Racing-Honda     | 38     | 0      | DNF         | Box   | 1:45,712 (34.)   |
| —    | Romain Grosjean    | Haas-Ferrari              | 38     | 1      | DNF         | 14    | 1:48,517 (33.)   |
| —    | Daniil Kwjat       | Scuderia Toro Rosso-Honda | 33     | 1      | DNF         | 06    | 1:47,681 (28.)   |
| —    | Daniel Ricciardo   | Renault                   | 31     | 1      | DNF         | 10    | 1:46,767 (29.)   |

## WM-Stände nach dem Rennen
Die ersten zehn des Rennens bekamen 25, 18, 15, 12, 10, 8, 6, 4, 2 bzw. 1 Punkt(e). Zusätzlich gab es einen Punkt für die schnellste Rennrunde, da der Fahrer unter den ersten zehn landete.

### Fahrerwertung
| Pos. | Fahrer           | Konstrukteur              | Punkte |
| ---- | ---------------- | ------------------------- | ------ |
| 01   | Valtteri Bottas  | Mercedes                  | 87     |
| 02   | Lewis Hamilton   | Mercedes                  | 86     |
| 03   | Sebastian Vettel | Ferrari                   | 52     |
| 04   | Max Verstappen   | Red Bull Racing-Honda     | 51     |
| 05   | Charles Leclerc  | Ferrari                   | 47     |
| 06   | Sergio Pérez     | Racing Point-BWT Mercedes | 13     |
| 07   | Pierre Gasly     | Red Bull Racing-Honda     | 13     |
| 08   | Kimi Räikkönen   | Alfa Romeo Racing-Ferrari | 13     |
| 09   | Lando Norris     | McLaren-Renault           | 12     |
| 10   | Kevin Magnussen  | Haas-Ferrari              | 8      |

| Pos. | Fahrer             | Konstrukteur              | Punkte |
| ---- | ------------------ | ------------------------- | ------ |
| 11   | Nico Hülkenberg    | Renault                   | 6      |
| 12   | Daniel Ricciardo   | Renault                   | 6      |
| 13   | Carlos Sainz jr.   | McLaren-Renault           | 6      |
| 14   | Lance Stroll       | Racing Point-BWT Mercedes | 4      |
| 15   | Alexander Albon    | Scuderia Toro Rosso-Honda | 3      |
| 16   | Daniil Kwjat       | Scuderia Toro Rosso-Honda | 1      |
| 17   | Antonio Giovinazzi | Alfa Romeo Racing-Ferrari | 0      |
| 18   | Romain Grosjean    | Haas-Ferrari              | 0      |
| 19   | George Russell     | Williams-Mercedes         | 0      |
| 20   | Robert Kubica      | Williams-Mercedes         | 0      |

### Konstrukteurswertung
| Pos. | Konstrukteur              | Punkte |
| ---- | ------------------------- | ------ |
| 1    | Mercedes                  | 173    |
| 2    | Ferrari                   | 99     |
| 3    | Red Bull Racing-Honda     | 64     |
| 4    | McLaren-Renault           | 18     |
| 5    | Racing Point-BWT Mercedes | 17     |

| Pos. | Konstrukteur              | Punkte |
| ---- | ------------------------- | ------ |
| 06   | Alfa Romeo Racing-Ferrari | 13     |
| 07   | Renault                   | 12     |
| 08   | Haas-Ferrari              | 8      |
| 09   | Scuderia Toro Rosso-Honda | 4      |
| 10   | Williams-Mercedes         | 0      |